# Académie européenne du cinéma
Pour les articles homonymes, voir Académie européenne.
L’Académie européenne du cinéma (en raccourci AEC ou EFA, de l'anglais European Film Academy) est une organisation professionnelle vouée à la promotion du cinéma européen, créée sous l'initiative d'un groupe de cinéastes européens en novembre 1988 à Berlin.
Elle remet chaque année les Prix du cinéma européen.

## Historique
L'Académie a été fondée quelques mois après la première cérémonie des Prix Européens du cinéma qui eut lieu en 1988 à Berlin-ouest, en Allemagne, sous l'impulsion du député de Berlin pour la culture Volker Hassemer, afin de célébrer les réalisations cinématographiques européennes avec les cinéastes.
L'Académie est composée de 4 225 membres, issus de différentes professions cinématographiques et dont les origines sont essentiellement européennes (l'Allemagne possède 544 membres contre 207 pour la France). L'Académie accepte néanmoins l'affiliation de professionnels du monde entier.

### Présidents
| Photo | Nom               | Pays      | Période   |
| ----- | ----------------- | --------- | --------- |
|       | Ingmar Bergman    | Suède     | 1988–1996 |
|       | Wim Wenders       | Allemagne | 1996–2020 |
|       | Agnieszka Holland | Pologne   | 2020–2024 |
|       | Juliette Binoche  | France    | 2024–     |